# Club Dread
Club Dread är en amerikansk skräckkomedi från 2004. Den är regisserad av Jay Chandrasekhar och skriven av Kevin Heffernan och Jay Chandrasekhar.

## Rollista
| Bill Paxton       | – Coconut Pete |
| Kevin Heffernan   | – Lars         |
| Brittany Daniel   | – Jenny        |
| Steve Lemme       | – Juan         |
| Jordan Ladd       | – Penelope     |
| Jay Chandrasekhar | – Putman       |
| Paul Soter        | – Dave         |
| Erik Stolhanske   | – Sam          |
| Greg Cipes        | – Trevor       |
| M.C. Gainey       | – Hank         |
| Lindsay Price     | – Yu           |
| Samm Levine       | – Dirk         |
| Julio Bekhor      | – Carlos       |

## Handling
Filmen sägs i filmen utspela sig på en tropisk ö tillhörande Costa Rica men privatägd av birollsinnehavaren Coconut Pete.
Filmen börjar i en senare parallell scen där tre personer på fest-ön blir mördade. Följande scenerna är i kronologisk ordning. Vilket börjar med att partybåten anländer med Lars och ett grupp festande ungdomar. Därefter går handlingen sin gilla gång, där mördaren mördar ö-personalen en efter en medan de festande ungdomarna ovetandes festar vidare. Samtidigt försöker de levande i ö-personalen lista ut vem mördaren bland dem är. Filmen avslutas med att mördarens identitet röjs och efter ett långt kämpande mot den nästan övermänsklige mördaren förgörs mördaren. Varpå de två överlevande från ö-personalen seglar iväg i solnedgången tillsammans med en av partygästerna.

## Kritik
Filmen har inte bemötts av någon fantastisk kritik. Många har svårt att förstå vilken genre filmen tillhör. Många egna idéer om vad filmen borde ha haft för att vara bra. Vissa vill jämföra denna film med den överdrivna Scary Movie - filmserien. Något måste ändå sägas om de väldigt många fina scener i filmen. Det är onekligen en okomplicerad skräckkomedi iscensatt i ett ö-paradis. Det är inte en film för den som söker intrikata handlingar med många ledtrådar och tragiska livshistorier, men väl en film för den som söker en lättsam skräckfilm med inslag av enkel komik och lättklädda kvinnor i en underbar tropisk ö-atmopsfär.